# Ixodes thomasae
Ixodes thomasae este o specie de căpușe din genul Ixodes, familia Ixodidae, descrisă de Joseph Charles Arthur și Burrow în anul 1957. Conform Catalogue of Life specia Ixodes thomasae nu are subspecii cunoscute.